# Batavia (Illinois)
Batavia és una ciutat dels Estats Units a l'estat d'Illinois. Segons el cens del 2008 tenia 27.502 habitants.

## Demografia
Segons el cens del 2000, Batavia tenia 23.866 habitants, 8.494 habitatges, i 6.268 famílies. La densitat de població era de 1.018,2 habitants/km².
Dels 8.494 habitatges en un 41,7% hi vivien nens de menys de 18 anys, en un 63% hi vivien parelles casades, en un 7,8% dones solteres, i en un 26,2% no eren unitats familiars. En el 22,5% dels habitatges hi vivien persones soles el 9,7% de les quals corresponia a persones de 65 anys o més que vivien soles. El nombre mitjà de persones vivint en cada habitatge era de 2,75 i el nombre mitjà de persones que vivien en cada família era de 3,27.
Per edats la població es repartia de la següent manera: un 31,3% tenia menys de 18 anys, un 6% entre 18 i 24, un 30,6% entre 25 i 44, un 22,2% de 45 a 60 i un 9,9% 65 anys o més.
L'edat mediana era de 36 anys. Per cada 100 dones de 18 o més anys hi havia 89,4 homes.
La renda mediana per habitatge era de 68.656 $ i la renda mediana per família de 81.689 $. Els homes tenien una renda mediana de 55.913 $ mentre que les dones 35.083 $. La renda per capita de la població era de 27.783 $. Aproximadament el 2,5% de les famílies i el 3,6% de la població estaven per davall del llindar de pobresa.

## Poblacions properes
El següent diagrama mostra les poblacions més properes.